# Catarina (Ceará)
Catarina é um município brasileiro do estado do Ceará, localizado na microrregião do Sertão de Inhamuns, microrregião dos Sertões Cearenses. Sua população em 2023 é de 10,243 habitantes, conforme dados do Instituto Brasileiro de Geografia e Estatística (IBGE) de 2022. Segundo o censo, foi a cidade que teve proporcionalmente a maior redução proporcionalmente do país, entre 2010 e 2023, reduzindo quase pela metade o número de habitantes.

## Etimologia
O topônimo Catarina é uma homenagem a devoção à Santa Catarina. Esta devoção era bastante difundida em época remota da povoação, portanto o seu uso generalizou-se devido à veneração da santa católica. Sua denominação original era Santa Catarina, depois Sítio Catarina e desde 1938, Catarina.

## História
A história de Catarina mistura-se com primeiros habitantes da região os índios Jucá, e a chegada de novos habitantes oriundos de Pernambuco, que tinha como intuito a implantação da pecuária do Ceará, a partir do século XVIII.

## Política
A administração municipal localiza-se na sede: Catarina.

## Hino de Catarina
Autor:
Letra: Iran Paes de Andrade 
Música: Vilmar Nunes de Araújo Rego
Catarina, lá no topo da serra estás,
Se encontrando com o céu azul de anil
Mostrando a beleza em ti presente,
Se erguendo aos outros com encantos mil
Altiva e graciosa como o sol nascente.
Ah Catarina! Com és bela e altaneira
E tua história é de luta e grandeza.
Quantas serras te guardam imponente;
Quantos lugares das alturas tu espreitas,
Exibindo teu futuro crescente!
Ó Catarina, minha Catarina
Terra sol, terra luz
Perto do céu fez ninho.
Teu clima seduz
E teu povo hospitaleiro
A todos fascina.
Teus pioneiros
Nos orgulha,
Com feitos,
Guerreiros.
Bravos lutadores
Que do além-mar vieram.
Geraram raças firmes
E aqui fincaram.
Terra querida! Nunca temestes a lida
E bem cedo aprendestes a enfrentar
As grandes secas atrozes da vida,
Mandando teus filhos a qualquer lugar,
Como vencedores e não como vencidos.
Quantos filhos ilustres emprestastes
Para crescerem outras plagas distantes!
E com orgulho não te deixam em pensamento,
Nem dias, nem horas e nem instantes,
Enchendo de glória o teu nome sempre.
Não se negastes de ir com a tropa,
Quando ainda pequenina era
E a serviço do solo gentil
Um filho teu mandastes à guerra,
Para defender a Pátria amada Brasil.
Catarina vamos aumentar teus feitos
Enaltecendo teu brasão trabalhador,
Fazer teu povo se orgulhar de tua história,
Resgatando os teus heróis de valor
Para servirem de culto e de glória.
Ó Catarina! O teu passado será espelho
Na luta dos homens aqui presentes,
Com nossa juventude crescendo sadia
Se espelhando nos teus ausentes,
Para construir o teu futuro um dia.

## Geografia

### Clima
Tropical quente semi-árido com pluviometria média de 662,8 mm com chuvas concentradas de janeiro a abril.

### Hidrografia e recursos hídricos
As principais fontes de água são: riachos Condadú e Carcará nascentes do rio Truçu, açude Rivaldo de Carvalho.

### Relevo e solos
As principais elevações são: Chapada de Santa Catarina compostas das serras do Colombi, da Cangatinga, do Carcará, do Espigão, do Funil, do Macaco e do Poço da Cruz.

### Vegetação
Composta por caatinga arbustiva aberta e floresta caducifólia espinhosa.

## Economia
O setor agrícola emprega grande parte da mão de obra e é principal setor de atividades na produção de algodão arbóreo e herbáceo, banana, mamona, milho e feijão. Pecuária: bovino, suíno e avícola.
Indústrias: 3 (duas de produtos alimentares e uma do mobiliário).

## Cultura
Tem como principal cultura os eventos festivos anuais de São José que é comemorada no dia 19 de março.
São José é padroeiro de Catarina porque a primeira missa celebrada por Padre José Francisco de Oliveira numa pequena capela até então sem padroeiro e por ele orientada foi exatamente no dia 19 de março de 1914. A partir daí foi atribuído à São José padroeiro da vila Santa Catarina atualmente Cidade de Catarina.

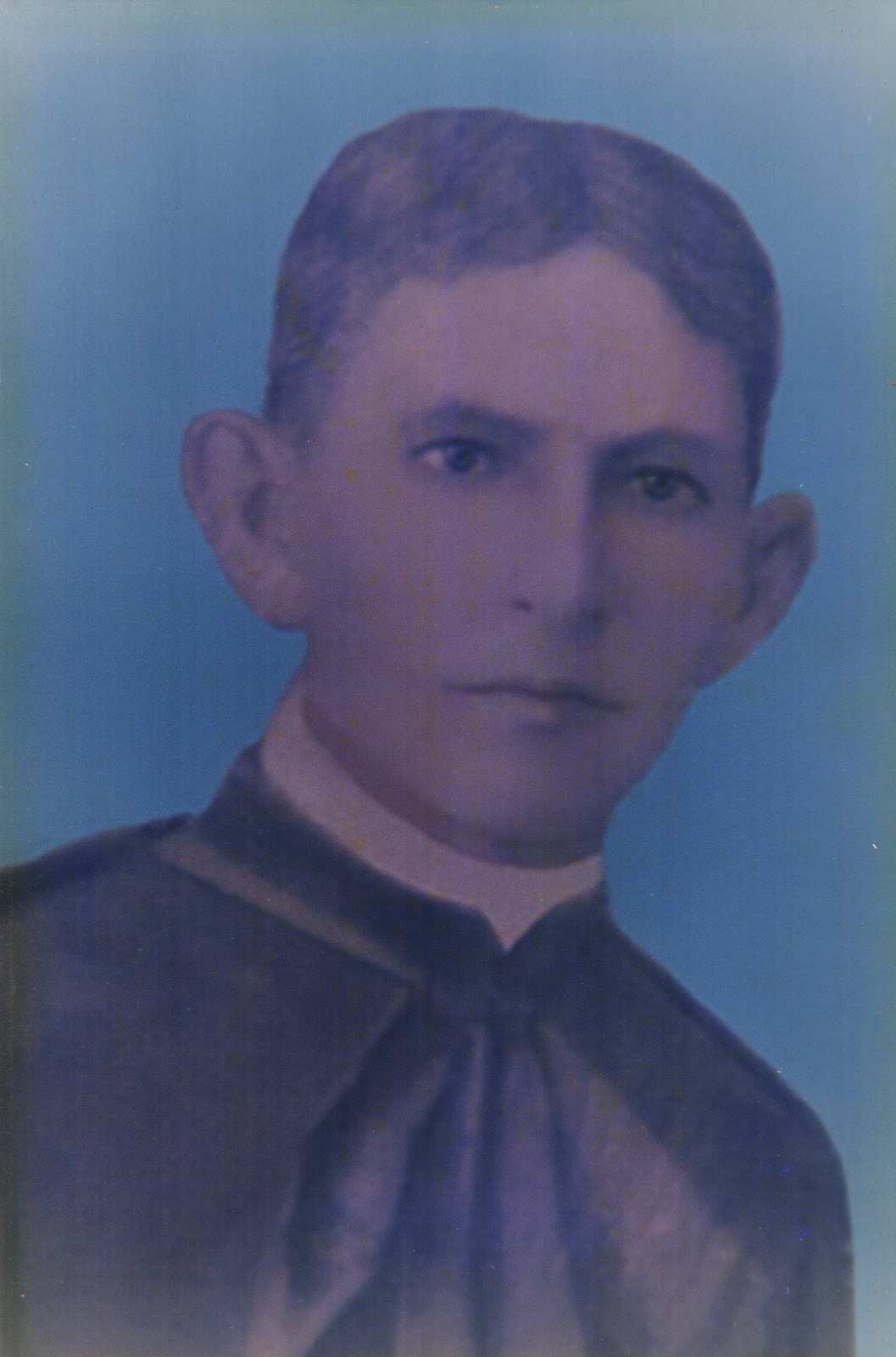
Padre José Francisco de Oliveira - esta foto se encontra nos arquivos da Paróquia São José de Catarina.

Fonte: Histórias e Estórias de Catarina – Iran Paes de Andrade